# Planície de Nōbi

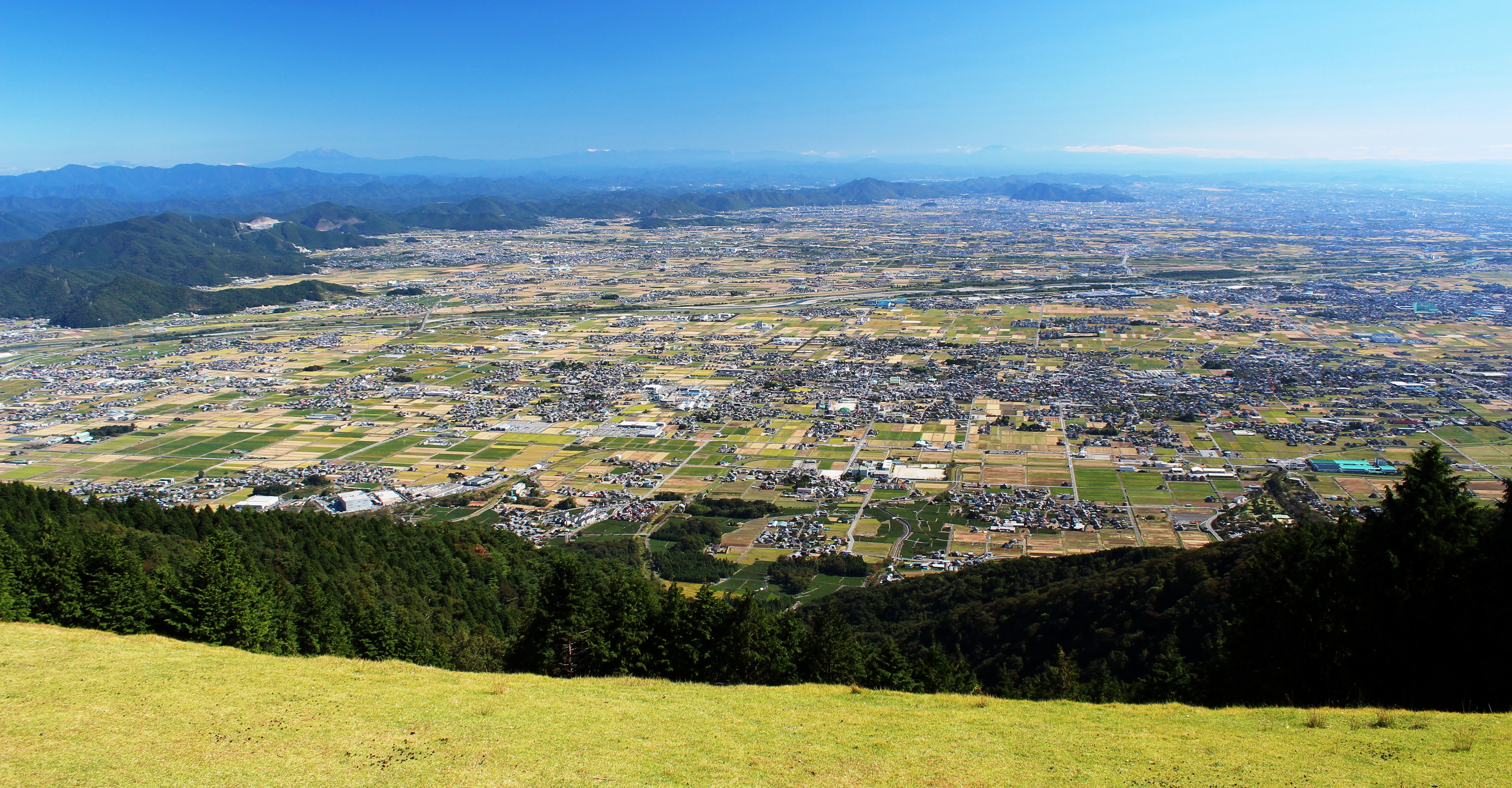
Vista da planície de Nōbi a partir do Monte Ikeda.

A planície de Nōbi (濃尾平野, Nōbi Heiya) é uma grande planície do Japão situada na ilha de Honshū e que se estende da província de Mino (área sudoeste da prefeitura de Gifu) até à província de Owari (área noroeste da prefeitura de Aichi), somando aproximadamente 1800 km². É uma planície aluvial criada pela erosão dos Três Rios de Kiso (Nagara, Ibi e Kiso) e tem um solo muito fértil. Limita a oeste com a cordilheira das montanhas Ibuki e Yōrō, a leste com os montes Owari, a norte com as montanhas Ryōhaku e a sul com a baía de Ise.

## Geografia
Os três rios desenbocam na prefeitura de Aichi, formando uma ampla zona húmida na qual o nível do terreno é por vezes inferior ao nível do mar. Devido à possibilidade de os níveis variarem rapidamente com as tempestades, a água produz danos na zona. Isso levou a vários hábitos culturais, como a construção de muros de terra que rodeam alguns municípios (como por exemplo Wanōchi, Gifu). As cidades modernas de Tsushima e Nagoya foram fundadas sobre mesetas baixas para evitar danos por inundação.
A falha de Yōrō limita com a planície de Nōbi e é a causa da cordilheira Yōrō. A sedimentação que provém dos três rios forma o limite oriental da planicie, e além disso mostra a declinação da área. Esta declinação é chamada inclinação de Nōbi Tilt inclinação de Nōbi Tilt (濃尾傾動運動, Nōbi Nadaredō Undō).
A falha Neodani, que percorre a parte central da planície, causou o sismo de Mino-Owari em 1891, um dos sismos mais fortes a afetar a principal ilha japonesa.

## Principais Cidades

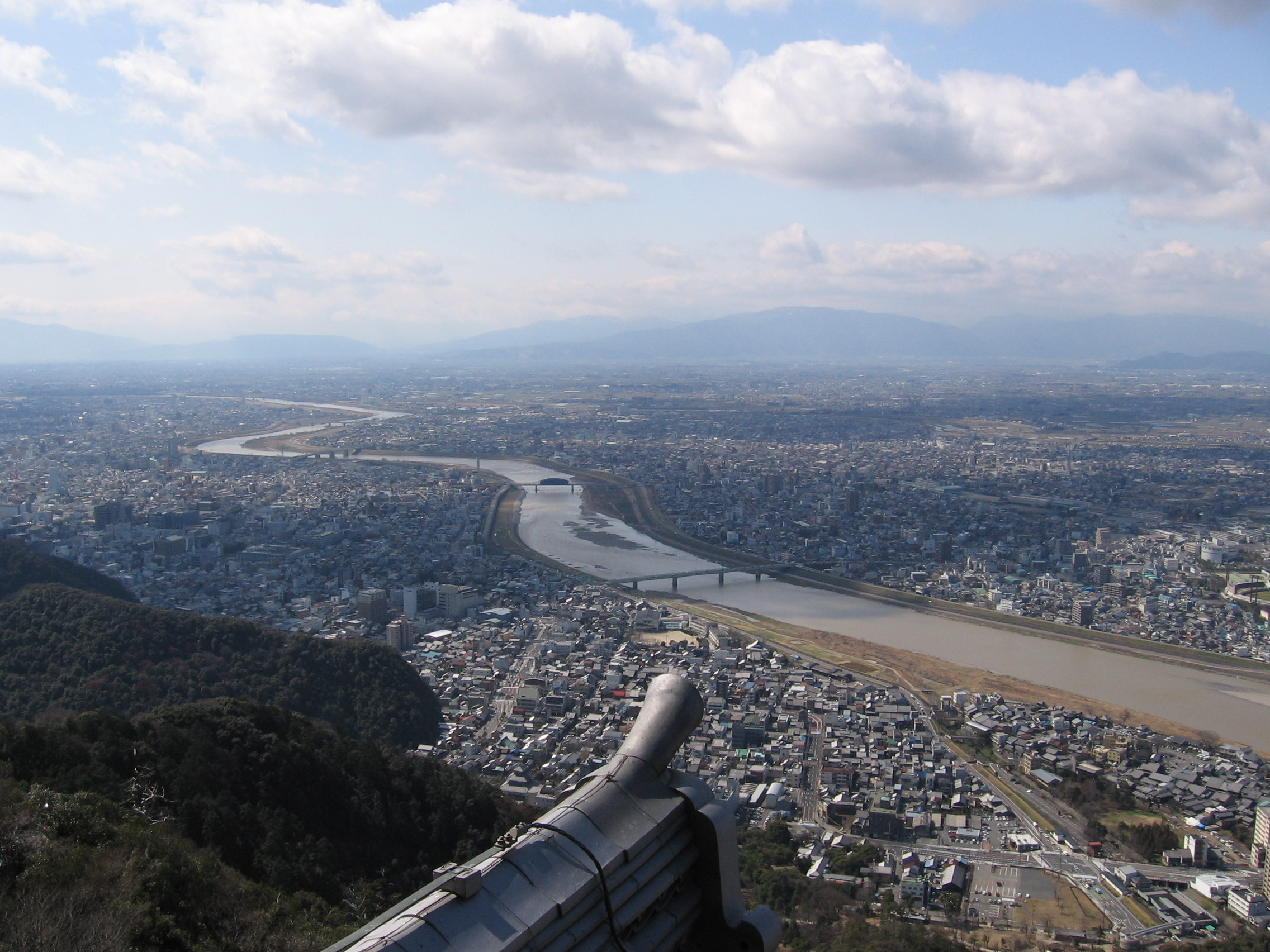
Vista da planície de Nōbi a partir do castelo de Gifu.

Prefeitura de Aichi
Nagoya, Ichinomiya, Kasugai, Komaki, Inuyama, Kōnan, Iwakura, Inazawa, Tsushima
Prefeitura de Gifu
Gifu, Ōgaki, Kakamigahara, Hashima